# Jutiapa (ort i Honduras, Departamento de El Paraíso)
Jutiapa är en ort i Honduras.   Den ligger i departementet El Paraíso, i den södra delen av landet, 90 km öster om huvudstaden Tegucigalpa. Jutiapa ligger 484 meter över havet och antalet invånare är 1 153.
Terrängen runt Jutiapa är kuperad söderut, men norrut är den platt. Runt Jutiapa är det ganska glesbefolkat, med 45 invånare per kvadratkilometer. Närmaste större samhälle är Ojo de Agua, 6,5 km nordost om Jutiapa. Omgivningarna runt Jutiapa är en mosaik av jordbruksmark och naturlig växtlighet.